# Potencjał ciśnieniowy
Potencjał ciśnieniowy, potencjał turgorowy, Ψp – ciśnienie hydrostatyczne  wywierane przez protoplast na ścianę komórkową. Przyjmuje wartości dodatnie.
Potencjał ciśnieniowy jest jednym ze składników potencjału wody:
Ψw = Ψp + Ψπ + Ψm
W komórce o pełnym turgorze potencjał osmotyczny i potencjał ciśnieniowy równoważą się.